# Площа Ринок (урбаністика)
Площа Ринок, також Ринкова площа — характерний урбаністичний елемент багатьох європейських і колоніальних міст. Ринкова площа зазвичай є майданом прямокутної форми, на якій традиційно проводилися (або і тепер проводяться) торги, тобто площа використовувалася як ринок. Зазвичай сучасні ринкові площі використовуються лише під ярмарки.
Площа ринок має зазвичай квадратну, або прямокутну форму, розташована у центрі міста, неподалік від центральної вулиці. Зазвичай площа ринок оточена такими будівлями, як головна церква (собор), ратуша, крупні крамниці і готелі, пошта. Іноді на площі розташовані торгові ряди. Найбільшою ринковою площею в Європі є  Головний Ринок Кракова, який існує з 1257 року.

## Галерея

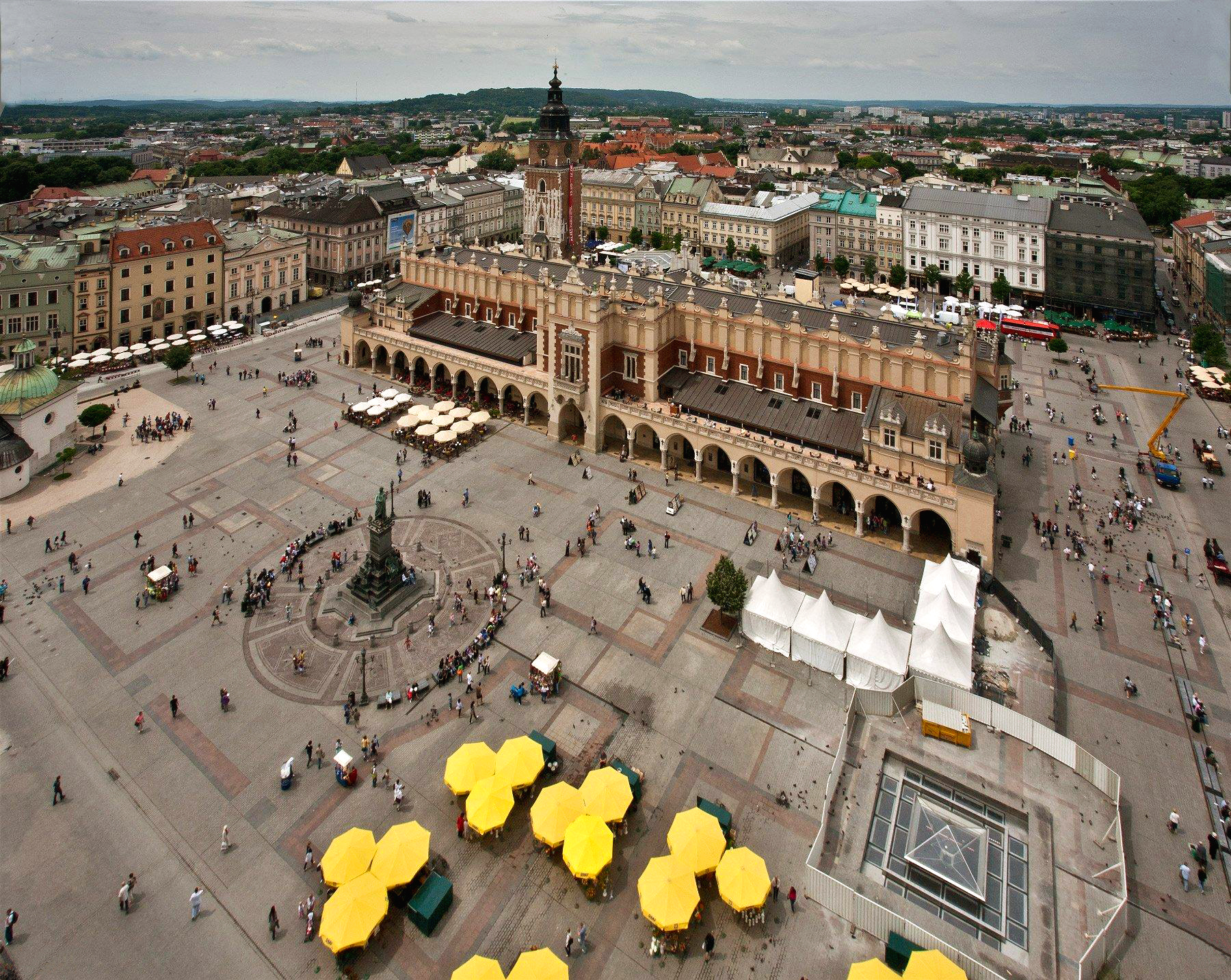
Головний Ринок, Краків
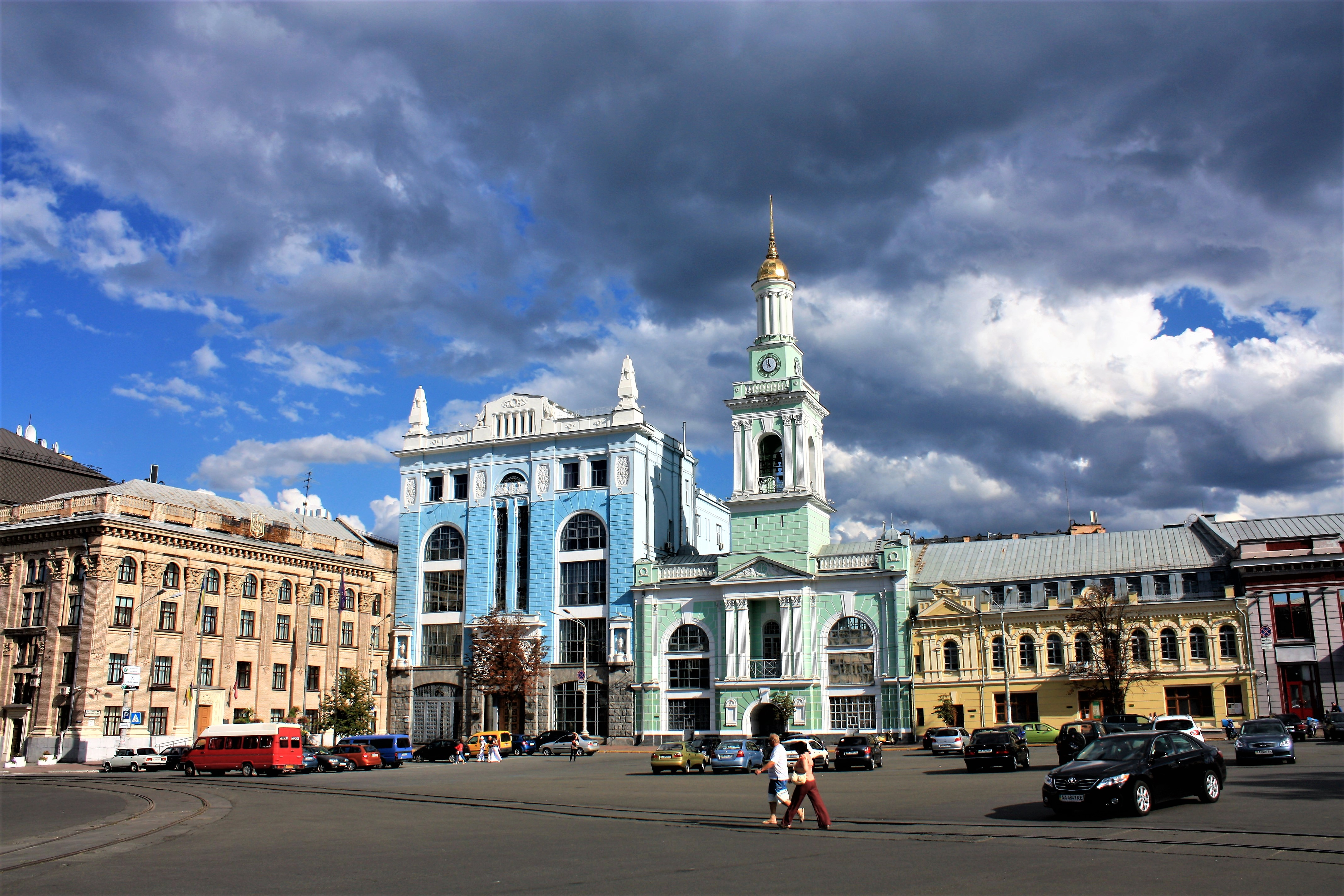
Контрактова площа, Київ
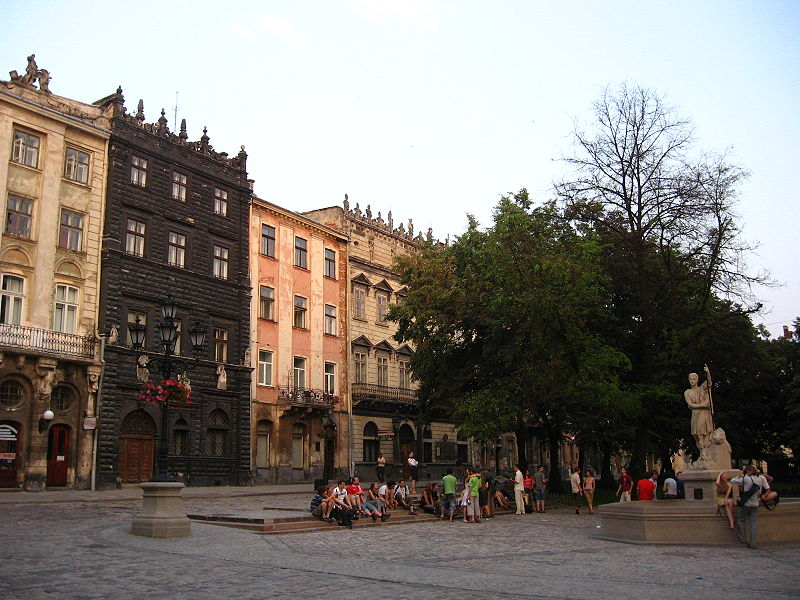
Площа Ринок, Львів
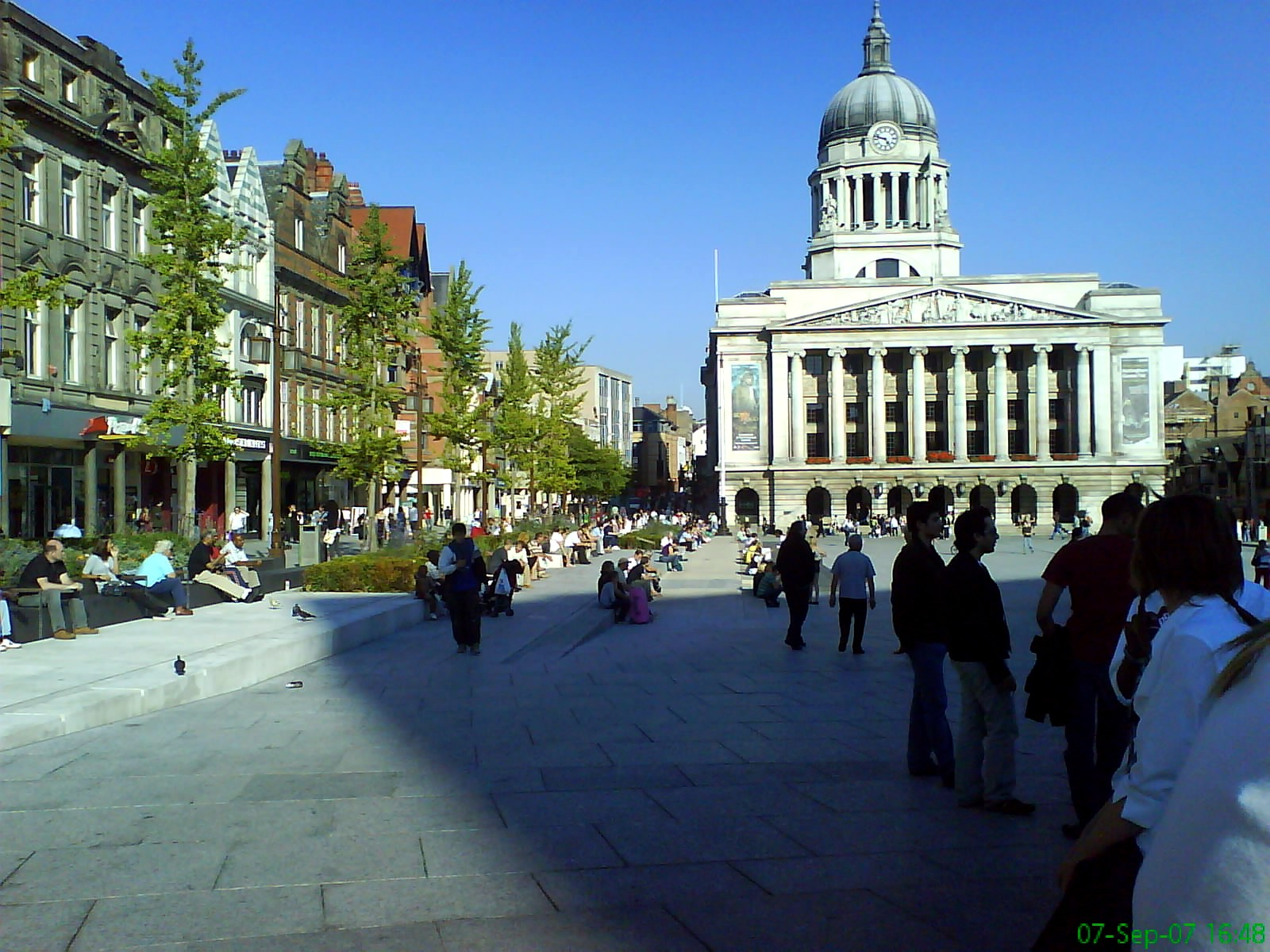
Класичний англійський ринок - Старий Ринок в Ноттінгемі
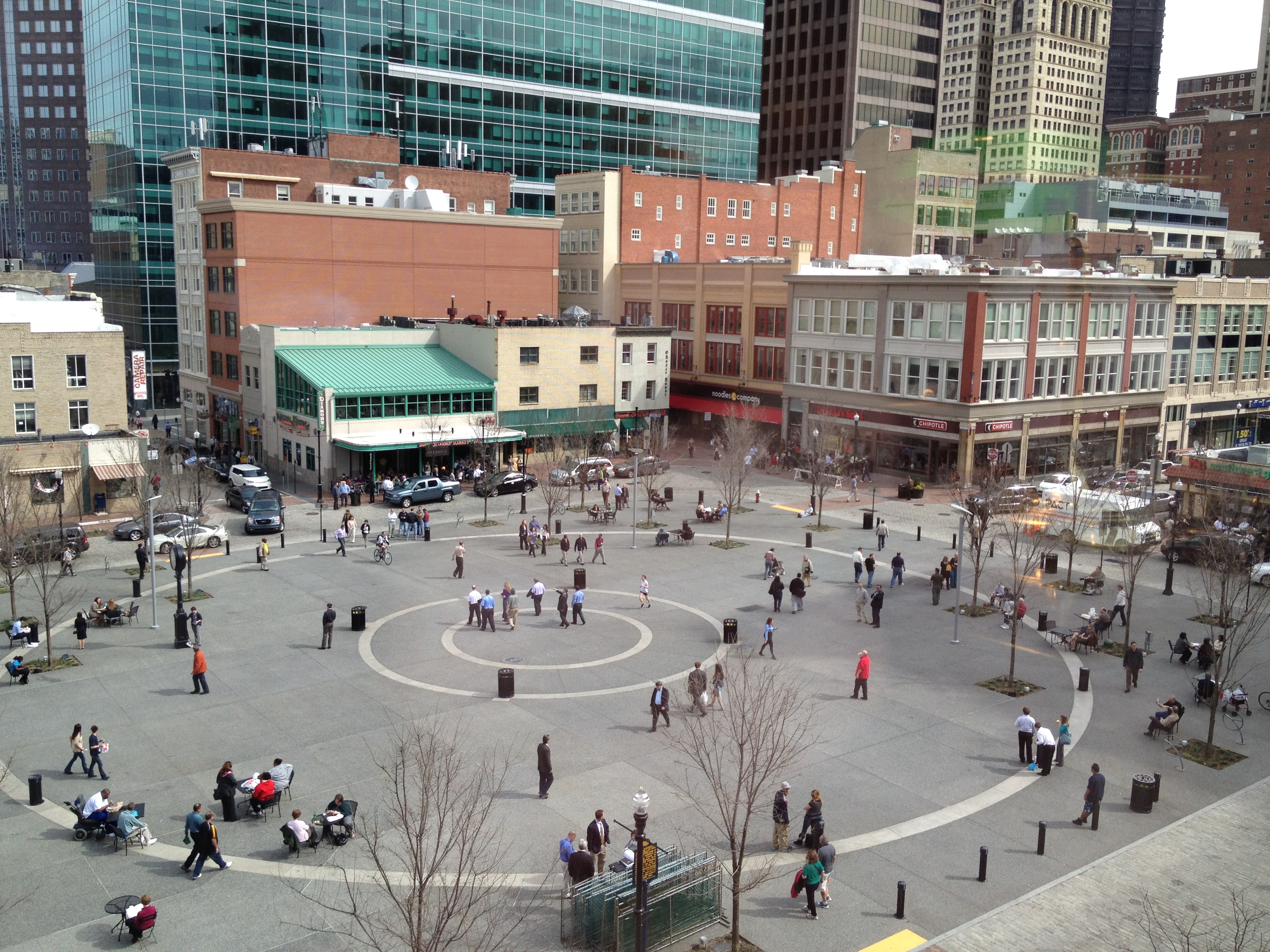
Колоніальний ринок - Площа Ринок у Піттсбурзі, США
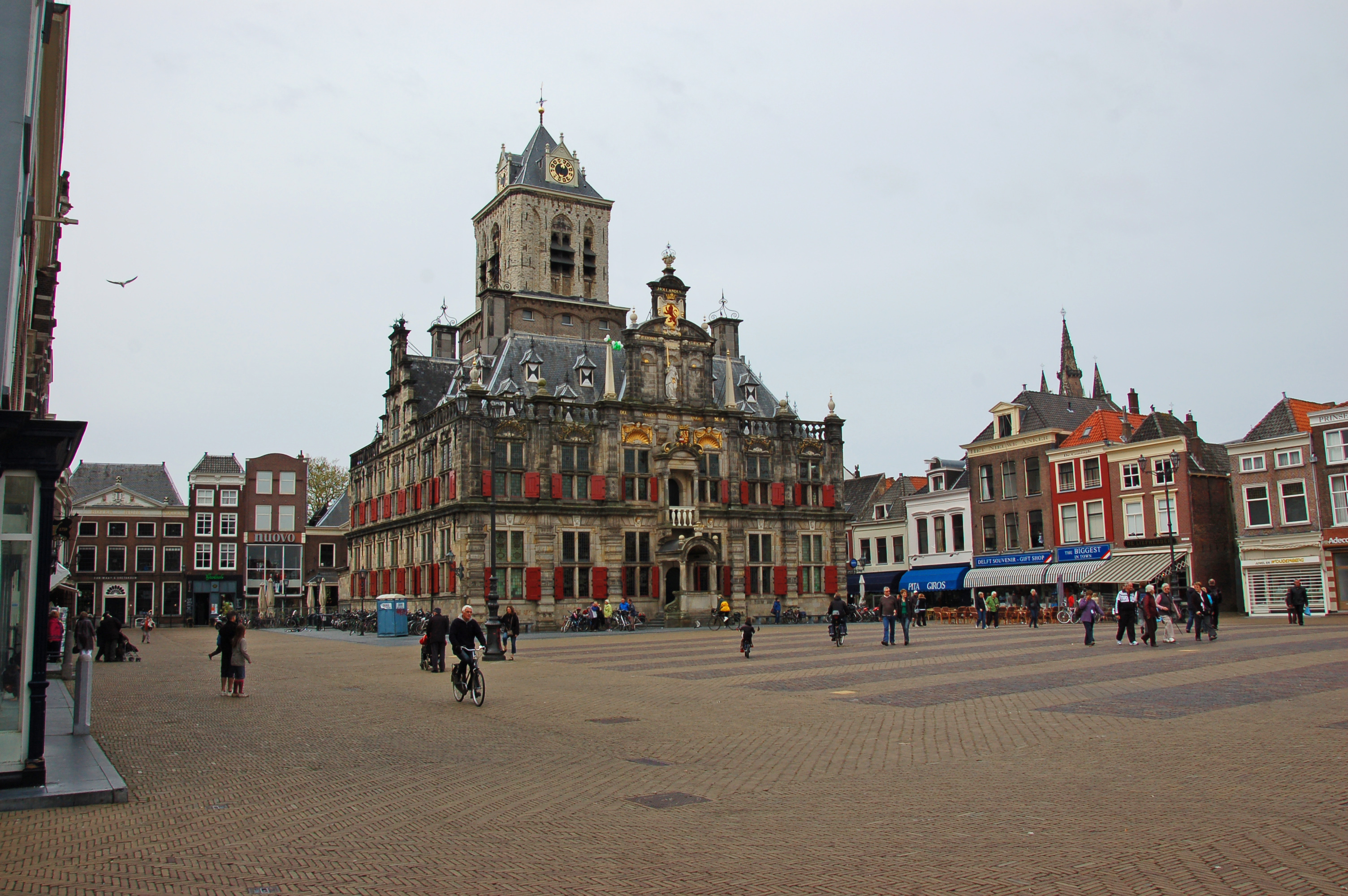
Площа Ринок, Делфт (Нідерланди)